# Santa Catarina (állam)
Santa Catarina állam Brazíliában, az ország déli régiójában. Északon Paraná, délen Rio Grande do Sul államokkal, továbbá keleten az Atlanti-óceánnal és nyugaton Argentínával (azon belül Misiones tartománnyal) határos.

## Földrajzi adatok
- Területe 95 346 km², mellyel Magyarországnál kicsit nagyobb
- Lakossága 6,6 millió fő volt 2013-ban
- Népsűrűsége 70 fő/km²
- Székhelye: Florianópolis

## Magyar vonatkozás
Az állam területén található Dona Emma településen lakott életének utolsó másfél évtizedében Lénárd Sándor (1910–1972) magyar orvos, író, művelődéstörténész, klasszika-filológus, a Micimackó latinra fordítója.